# NPaFlu Roraima (P-30)
O NPaFlu Roraima (P-30) é uma embarcação da Marinha do Brasil, da Classe Roraima, que exerce a função de navio-patrulha fluvial.

## Origem do nome
O nome do navio é uma homenagem ao estado brasileiro de Roraima, onde se localiza o Monte Roraima de 2875 metros de altitude, um dos pontos mais altos do pais. Roraima significa "Mãe dos Ventos", em língua indígena, devido à permanente ventilação do cruviana - vento frio e intenso - que dá àquela região o melhor clima da Amazônia.

## Características
- Deslocamento: 340 ton (padrão), 365 ton (carregado).[1]
- Dimensões: 46,30 m de comprimento, 8,45 m de boca e 1,37 m de calado.
- Propulsão:
- 2 motores volvo penta
- Velocidade: 17.0 nós (máxima).
- Raio de Ação: 6.000 milhas náuticas à 11 nós, autonomia de 30 dias.
- Armamento:
  - 1 canhão Bofors L/70 de 40 mm;
  - 4 metralhadoras .50 pol. (12.7 mm) reparos singelos;
  - 2 morteiros de 81 mm ;
  - 2 metralhadoras.50;
  - 2 metralhadoras Oerlikon de 20 mm.
- 2 LAR - Lanchas de Ação Rápida, capacitada a transportar fuzileiros navais.
- Tripulação: 56 homens, sendo (5 oficiais), (13 sub-oficiais e sargentos e 38 cabos e marinheiros.
- Outras instalações:
  - consultório médico;
  - consultório dentário;
  - enfermaria.